# Freden i Åbo
Freden i Åbo afsluttede hatternes (svensk: hattarnas) russiske krig og "Lilla ofreden", foreløbigt 16. juni og endeligt 18. august 1743 efter den Gregorianske kalender (7. august efter den julianske kalender).
Russiske styrker havde på daværende tidspunkt besat størstedelen af Finland, og den russiske feltmarskal Ivan Trubetskoj og embedsmanden Aleksej Bestuchev virkede for uti possidetis, det vil sige landenes tildeling af de territorier, som de havde besat ved våbenstilstanden. Den svenske forhandler, friherre (siden greve) Herman Cedercreutz havde imidlertid tidligere været stationeret som diplomat i Skt. Petersborg, og stod højt i gunst hos zaritsaen Elisabeth 1. (det sagdes, at hun med egne indenrigspolitiske formål i tankerne havde haft en finger med i spillet for at opfordre hatterne til at erklære krig). Med støtte fra Elisabeth forhandlede han en løsning, hvorefter Sverige skulle beholde det meste af landet vest for Kymmene elv. Til Rusland overgik det sydlige Karelen og byerne Villmanstrand, Fredrikshamn og Nyslott, med fæstningen Olofsborg. (Sverige havde allerede afstået Vyborg ved Freden i Nystad 1721). Dette skete under forudsætning af, at Adolf Fredrik af Holstein-Gottorp udpegedes til kronprins af Sverige. Huset Holstein-Gottorp var et fyrstehus, som Elisabeth forholdt sig velvilligt til.
Elisabeth forsikrede, at indbyggerne i de afståede områder skulle få lov at beholde deres religion, deres ejendomme, eventuelle adelsprivilegier samt love og forordninger, hvilket betød, at en ret ny lov fra 1734 skulle tillempes.
Cedercreutz var under de nærmest følgende år atter i Skt. Petersborg som ambassadør, og sluttede der i 1745 en forbundstraktat mellem Sverige og Rusland, som aftalte støtte i tilfælde af angreb fra en tredje magt, samt om visse finansielle ydelser.